# Endocaulos
Endocaulos, monotipski biljni rod iz porodice Podostemaceae, dio reda malpigijolike. Jedina vrsta je ugroženi madagaskarski endem E. mangorense.